# Jorge Rodríguez Mancini
 Jorge Rodríguez Mancini  (Buenos Aires, Argentina; 29 de abril de 1929-Ibidem, 10 de diciembre de 2018) fue un abogado especializado en Derecho laboral de larga trayectoria en su país que se desempeñó como juez de la Cámara Nacional del Trabajo y fue profesor de esa materia en diversas universidades.

## Actividad profesional
Se recibió de abogado en 1953 en la Facultad de Derecho de la Universidad de Buenos Aires, Fue Secretario de Tribunal del Trabajo de la provincia de Buenos Aires y más adelante ingresó al Poder Judicial llegando hasta el cargo de vocal de la Cámara Nacional de Apelaciones del Trabajo, del que se retiró en 1973. Posteriormente fue conjuez de la Corte Suprema de Justicia de la Nación.
En el ámbito académico fue profesor consulto de la Universidad de Buenos Aires, profesor emérito de la Universidad Católica Argentina, Director de la Carrera de Especialización en Derecho del Trabajo y académico de la Academia del Plata, titular de las cátedras de Derecho del Trabajo y la Seguridad Social en la Facultad de Derecho de la Universidad de Buenos Aires y de la Facultad de Derecho y Ciencias Políticas de la Universidad Católica Argentina, y se desempeñó como profesor del Máster en Derecho Empresario de la Universidad Austral y profesor visitante en la Carrera de Especialización de la Universidad Nacional del Litoral y en la Facultad de Ciencias Empresariales de la Universidad Austral en Rosario; también dictó cursos de grado y posgrado en la Universidad de Buenos Aires y en la Universidad Católica Argentina. Se desempeñó como Director de la Carrera de Especialización en Derecho del Trabajo de la Universidad Católica Argentina.
Integró el Consejo Directivo de la Facultad de Derecho y Ciencias Políticas de la Universidad Católica Argentina y en el Consejo Superior de esta última. Fue Presidente de la Asociación Argentina de Derecho del Trabajo y de la Seguridad Social, Académico de la Academia Iberoamericana de Derecho del Trabajo y de la Seguridad Social y miembro de la Sección Derecho del Trabajo y de la Seguridad Social de la Academia Nacional de Derecho y Ciencias Sociales de Buenos Aires. Entre sus libros se cuentan Curso de Derecho del trabajo y de la Seguridad social, Reformas laborales, Derechos fundamentales y relaciones laborales, La solidaridad en el Derecho del trabajo, Ley de Contrato de trabajo comentada y anotada, y Riesgos del trabajo, además de los cuales publicó diversos artículos en revistas especializadas. También redactó un proyecto de Ley de Contrato de Trabajo presentado en 1993 al Congreso de la Nación.
Realizó trabajos científicos con su amigo el doctor Horacio Héctor De la Fuente, también profesor de Derecho Laboral, doctrinario, y vicepresidente de la 6.ª Sala de la Cámara Nacional de Apelaciones del fuero laboral.
Fue miembro del Tribunal de Disciplina del Colegio Público de Abogados de la Capital Federal, del Tribunal de Reválidas de la Facultad de Derecho de la Universidad de  Buenos Aires y del Tribunal de Arbitraje organizado por el Colegio de Escribanos y la Facultad de Derecho de la Universidad de Buenos Aires. Fue jurado en concursos para proveer cargos docentes universitarios y en el Consejo de la Magistratura.
Recibió la condecoración de Caballero de la Orden del Mérito de la República Italiana y, en 2006, el diploma de honor de la Fundación Konex en el rubro Humanidades y el Premio Konex de Platino en Derecho Comercial y Laboral.

## Actividad política
Colaboró en la revista Verdad que fue una publicación periódica clandestina, activa entre diciembre de 1954 y septiembre de 1955 cuyo objetivo era informar sobre las acciones del gobierno de Perón contra la Iglesia católica, y se distribuía de manera gratuita a militares, abogados, médicos, periodistas y otros profesionales capaces de instalar el tema en la opinión pública.